# Giant Steps (Band)
Giant Steps war eine britische Dance-Pop-Band der 1980er Jahre, welche aus dem Sänger Colin „Col“ Campsie und den Bassisten und Keyboarder George McFarlane bestand. Vorher arbeiten sie bereits als Duo The Quick zusammen.

## Geschichte
Die Band gründete sich 1988 und veröffentlichte ihren Debütalbum The Book Of Pride noch im selben Jahr. Die erste Single Another Lover wurde ein Hit in den USA und erreichte Platz 13 der Billboard Hot 100. Das Lied war auch im Film Loverboy zu hören und erschien auf dem Soundtrackalbum zum Film. Die zweite Single Into You war nur ein moderater Erfolg und erreichte 1989 Platz 58 in den USA.
Im Jahr 1990 löste sich das Duo auf. Im Jahr 2006 wirkte Campsie an einem Album von Kandy Floss mit.

## Bandmitglieder
- Colin Campsie – Gesang
- George McFarlane – Keyboard, Gitarre

weitere
- Gardner Cole – Keyboard (bekannt für seine Mitarbeit an Madonnas Nummer-eins-Hit Open Your Heart)
- Edie Lehmann – Backgroundgesang
- Bruce Gaitsch – Gitarre (bekannt für seine Mitarbeit an Madonnas Nummer-eins-Hit La Isla Bonita)
- David Boruff – Saxophon

## Diskografie

### Studioalben
| Jahr | Titel             | Höchstplatzierung, Gesamtwochen, AuszeichnungChartsChartplatzierungen (Jahr, Titel, Platzierungen, Wochen, Auszeichnungen, Anmerkungen) | Anmerkungen                         |
| Jahr | Titel             | US | Anmerkungen                         |
| ---- | ----------------- | --- | ----------------------------------- |
| 1988 | The Book Of Pride | US184 (5 Wo.)US | Erstveröffentlichung: November 1988 |

### Singles
| Jahr | Titel Album                     | Höchstplatzierung, Gesamtwochen, AuszeichnungChartsChartplatzierungen (Jahr, Titel, Album, Platzierungen, Wochen, Auszeichnungen, Anmerkungen) | Anmerkungen                         |
| Jahr | Titel Album                     | US | Anmerkungen                         |
| ---- | ------------------------------- | --- | ----------------------------------- |
| 1988 | Another Lover The Book Of Pride | US13 (22 Wo.)US | Erstveröffentlichung: August 1988   |
| 1988 | Into You The Book Of Pride      | US58 (8 Wo.)US | Erstveröffentlichung: Dezember 1988 |